# Departamento de San Miguel (El Salvador)
San Miguel es un departamento de El Salvador. Su cabecera departamental es San Miguel, ciudad que se encuentra a 138 km de San Salvador. Limita al norte con la República de Honduras; al este con los departamentos de Morazán y La Unión; al oeste con los departamentos de Cabañas y Usulután; y al sur con el océano Pacífico. Cubre un área de 2.077,1 km² y tiene una población de 447,634 habitantes. Fue declarado departamento el 12 de junio de 1824. Originalmente, el departamento de San Miguel, abarcaba todo el territorio que hoy forma la Zona Oriental de El Salvador, teniendo como frontera oeste al río Lempa; al norte y este limitaba con Honduras; al sureste con el Golfo de Fonseca; y por el sur limitaba con el océano Pacífico. Pero a finales del siglo XIX San Salvador dividió el territorio en los actuales cuatro departamentos con el objetivo de limitar la influencia de la ciudad de San Miguel en los intereses nacionales. Ciertamente, los decretos de creación de los departamentos orientales dejan explicitado ese hecho.

## Historia
El territorio fue poblado originalmente por grupos lencas. Tras la fundación de la villa de San Salvador en 1525, los españoles encomendaron al capitán Luis de Moscoso la fundación de San Miguel de la Frontera, la cual tuvo lugar en 1530.
En 1865, durante el Gobierno de Francisco Dueñas, fue determinado que el departamento redujera su dimensión y se creara a expensas del territorio los departamentos de La Unión y Usulután.

### Hidrografía
Ríos más importantes por su caudal y longitud:
- Torola y sus afluentes: Jalalá, Chorosco, Cañas, Riachuelo y Carolina
- Río Lempa y sus afluentes por la margen izquierda.
- La Vega y El Pulido.
- Grande de San Miguel y sus afluentes: Papalón, Jute, Miraflores, Huiscoyol, Anchila, Méndez, Ereguayquín y Yamabal.
- Sirigual o Galdámez.
- Las Marías.
- El Chorro, San Antonio y Gualozo que desemboca en el Océano Pacífico.

### Lagunas
- Olomega.
- El Jocotal.
- San Juan El Gozo.
- Aramuaca

## Religión
| Religión en San Miguel (2021) | Religión en San Miguel (2021) | Religión en San Miguel (2021) | Religión en San Miguel (2021) | Religión en San Miguel (2021) |
| ----------------------------- | ----------------------------- | ----------------------------- | ----------------------------- | ----------------------------- |
| Religión                      | Religión                      |                               | Porcentaje                    | Porcentaje                    |
| Catolicismo                   | Catolicismo                   |                               | 50 %                          | 50 %                          |
| Protestantismo                | Protestantismo                |                               | 44 %                          | 44 %                          |
| Sin Religión                  | Sin Religión                  |                               | 5 %                           | 5 %                           |
| Otras religiones              | Otras religiones              |                               | 1 %                           | 1 %                           |

En San Miguel hay 2 religiones que se practican mucho, siendo éstas el Catolicismo y el Protestantismo. El Catolicismo representa el 50% de la población y el Protestantismo representa el 44%, mientras que el 3% de la población no pertenece a ninguna religión y el 1% pertenece a otras religiones.

## División administrativa
La nueva distribución ddministrativa del Departamento de San Miguel en El Salvador, implementada el 6 de junio de 2023 redujo el número de diputados en la Asamblea Legislativa y aprobó la reorganización de los municipios en todo el territorio. 
Antes del cambio, el departamento estaba compuesto por 20 municipios hoy convertidos a distritos municipales, con el propósito de optimizar la gestión de recursos y mejorar los servicios públicos, la Asamblea Legislativa decidió reducir el número de municipios en el Departamento de San Miguel de forma considerable. De los municipios previos, se fusionaron varios para crear tres nuevos municipios, lo que redujo la cantidad total de municipios de 262 a 44 en todo el país.
La nueva distribución municipal en el Departamento de San Miguel quedó conformada por tres municipios, cada uno con su propia área geográfica y características particulares. A continuación, se detalla la distribución y los distritos que componen cada municipio según estimación de población de 2023:

### Municipios y Distritos Municipales

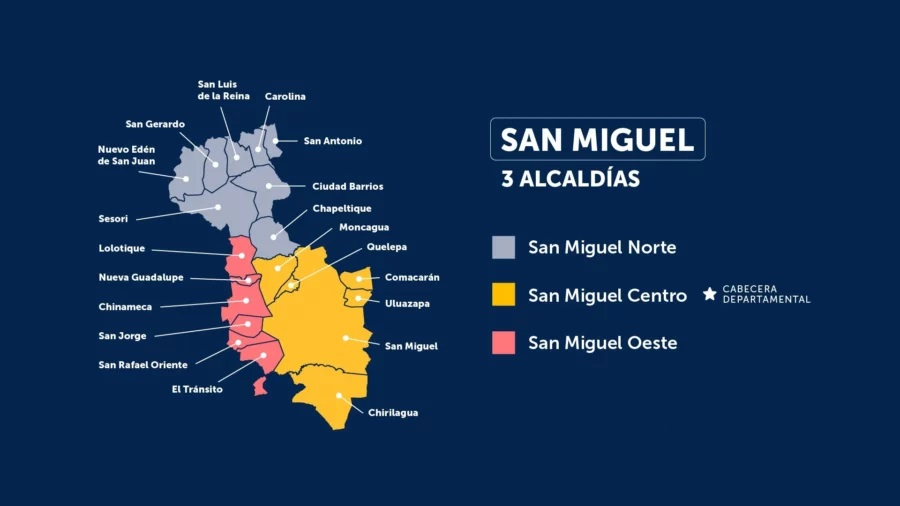
Distribución Administrativa de San Miguel

| Pos                     | Municipios                                 | Distrito Municipales   | Área (km²) | Población          | Densidad Poblacional |
| ----------------------- | ------------------------------------------ | ---------------------- | ---------- | ------------------ | -------------------- |
| 1                       | San Miguel Centro (Cabecera Departamental) | Chirilagua             | 206,90     | 19.368             | 93,61                |
| 1                       | San Miguel Centro (Cabecera Departamental) | Comacarán              | 34,62      | 3.451              | 99,68                |
| 1                       | San Miguel Centro (Cabecera Departamental) | Moncagua               | 102,95     | 24.167             | 234,75               |
| 1                       | San Miguel Centro (Cabecera Departamental) | Quelepa                | 22,21      | 7.062              | 317,96               |
| 1                       | San Miguel Centro (Cabecera Departamental) | San Miguel             | 593,98     | 232.887            | 392,08               |
| 1                       | San Miguel Centro (Cabecera Departamental) | Uluazapa               | 36,42      | 3.339              | 91,68                |
| 1                       | San Miguel Centro (Cabecera Departamental) | TOTAL                  | 997,08     | 290.274 habitantes | 291,12               |
| 2                       | San Miguel Norte                           | Carolina               | 52,92      | 6.419              | 121,3                |
| 2                       | San Miguel Norte                           | Chapeltique            | 103,55     | 11,295             | 109,08               |
| 2                       | San Miguel Norte                           | Ciudad Barrios         | 68         | 23.256             | 341,35               |
| 2                       | San Miguel Norte                           | Nuevo Edén de San Juan | 63,1       | 3.791              | 60,05                |
| 2                       | San Miguel Norte                           | San Gerardo            | 82,84      | 5.644              | 68,13                |
| 2                       | San Miguel Norte                           | San Luis de la Reina   | 168,2      | 5.561              | 33,07                |
| 2                       | San Miguel Norte                           | Sesori                 | 203,30     | 10.128             | 49,82                |
| 2                       | San Miguel Norte                           | San Antonio            | 16,9       | 5.941              | 351,33               |
| 2                       | San Miguel Norte                           | TOTAL                  | 758,96     | 72.035 habitantes  | 94,92                |
| 3                       | San Miguel Oeste (El Salvador)             | Chinameca              | 77,34      | 24,142             | 312,15               |
| 3                       | San Miguel Oeste (El Salvador)             | El Tránsito            | 43,72      | 17.057             | 390,14               |
| 3                       | San Miguel Oeste (El Salvador)             | Lolotique              | 94,45      | 15.007             | 158,89               |
| 3                       | San Miguel Oeste (El Salvador)             | Nueva Guadalupe        | 22,81      | 7.747              | 339,63               |
| 3                       | San Miguel Oeste (El Salvador)             | San Jorge              | 37,72      | 9.414              | 249,58               |
| 3                       | San Miguel Oeste (El Salvador)             | San Rafael Oriente     | 45,02      | 11.958             | 265,62               |
| 3                       | San Miguel Oeste (El Salvador)             | TOTAL                  | 321,06     | 85.325 habitantes  | 265,76               |
| Departamento San Miguel | Departamento San Miguel                    | Datos Generales        | 2077,10    | 447.634 habitantes | 215,51               |

## Educación
La ciudad de San Miguel cuenta con sistemas educativos de educación básica y media, públicos y privados. A nivel universitario se encuentran las siguientes instituciones:
- Universidad de El Salvador (UES) o Facultad Multidisciplinaria de Oriente.
- Universidad de Oriente (UNIVO)
- Universidad Gerardo Barrios (UGB)
- Universidad Dr. Andrés Bello (UNAB)
- Escuela Especializada en Ingeniería (Itca-Fepade)
- Universidad Modular Abierta (UMA)

## Turismo y deporte

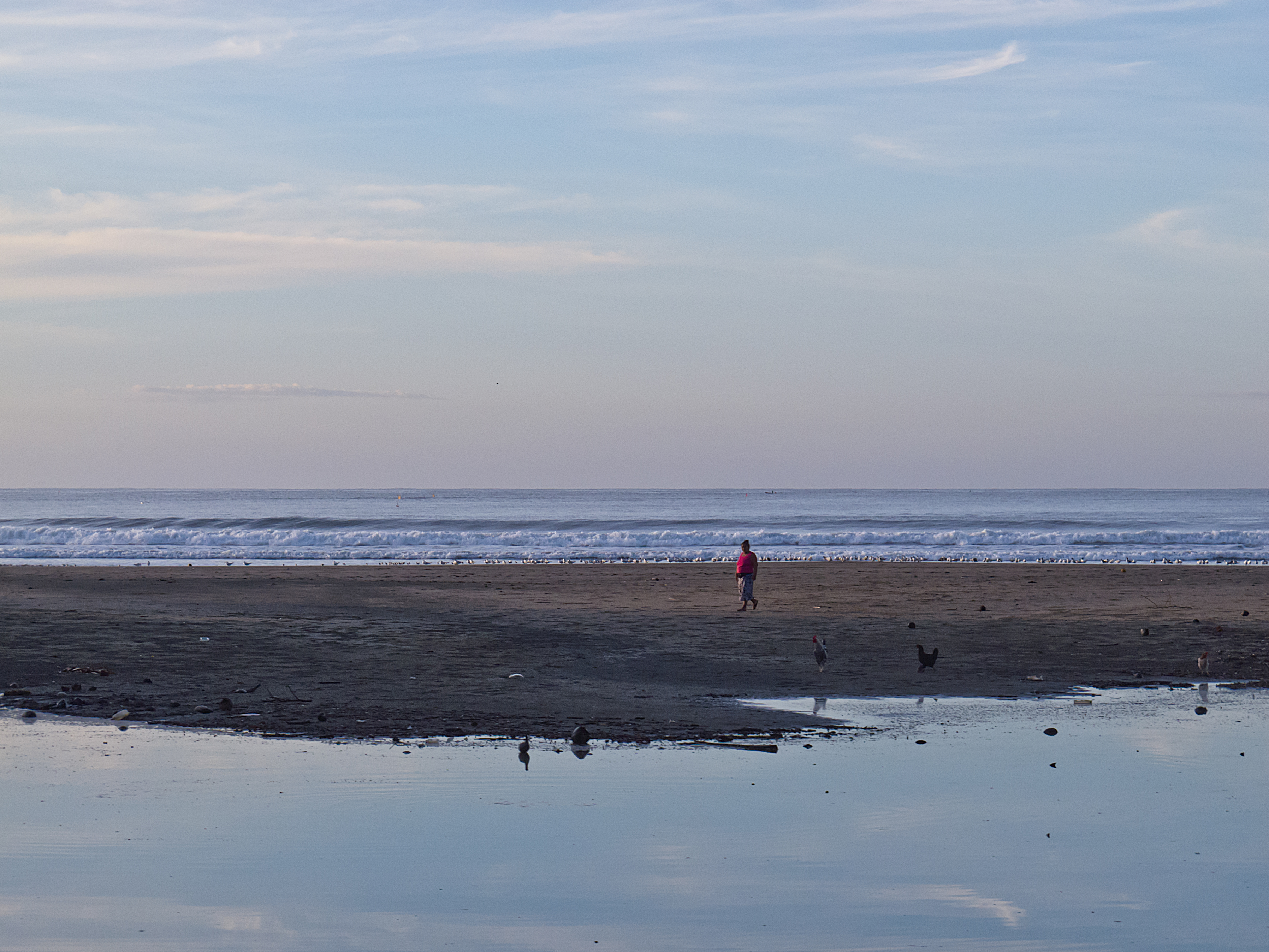
La playa del Cuco en San Miguel

Entre los sitios de turismo más notables se encuentran la playa El Cuco y Las Flores; el turicentro “Altos de La Cueva”; las cuevas de Moncagua; y los ausoles de Chinameca, San Jorge y Carolina.
En cuanto a los deportes, San Miguel es representado en la Primera División de El Salvador por el Club Deportivo Águila, equipo que ha logrado un total de 17 títulos. También tiene su asiento el Club Deportivo Dragón quien se encuentra en la segunda División del Fútbol Salvadoreño.
Por otro lado, el Carnaval de San Miguel es uno de los eventos más importantes de El Salvador, el cual tiene lugar, cada mes de noviembre, durante la celebración las fiestas patronales de la cabecera departamental (distrito de San Miguel) en honor a la Virgen de La Paz.

## Galería

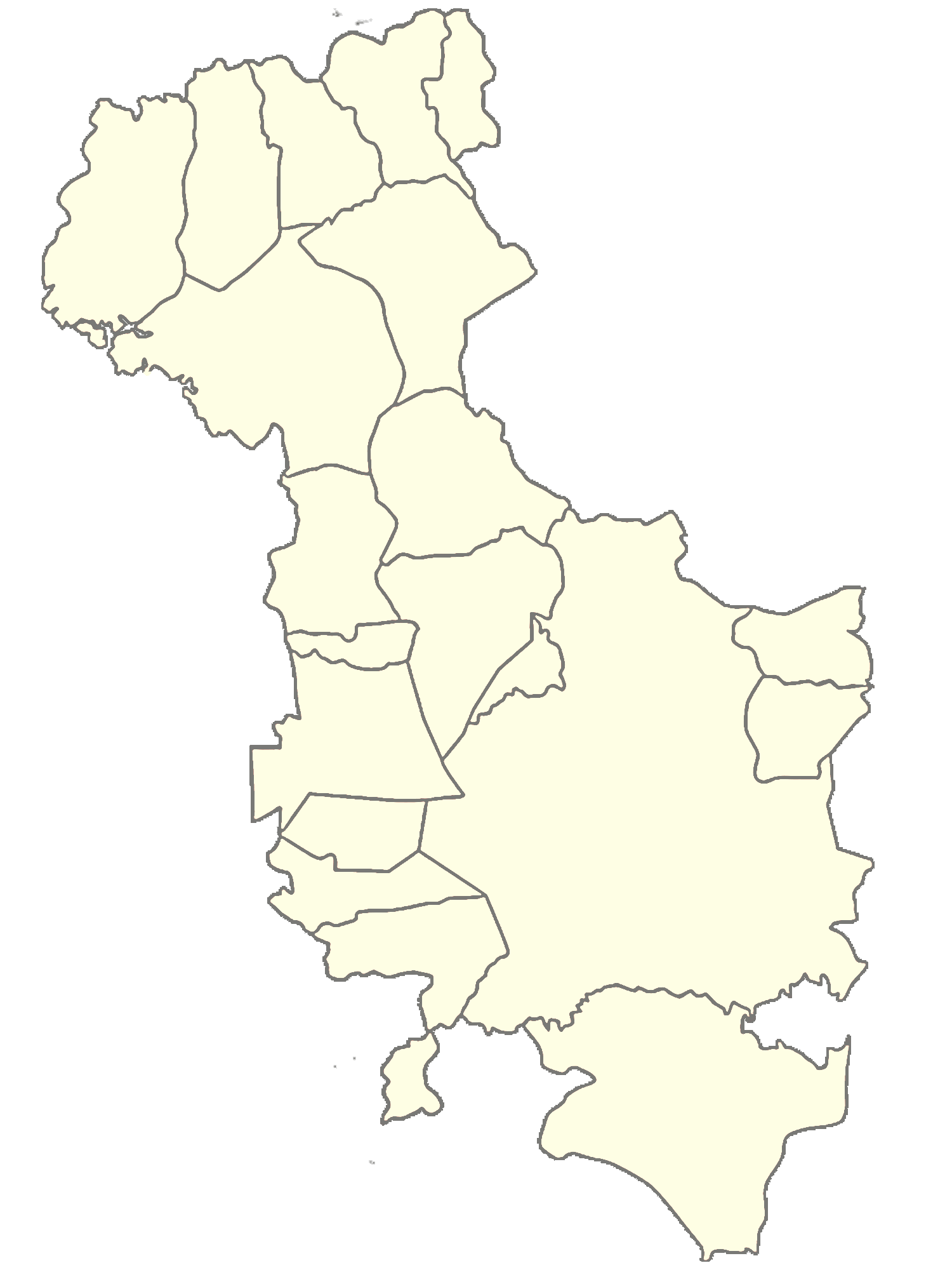
Mapa de San Miguel y su división administrativa.